# Francisco Arévalo de Zuazo
Francisco Arévalo de Zuazo (Segòvia?, segle xvi - Girona, 1611) fou bisbe de Girona. Natural de la ciutat de Segòvia, era fill d'Arévalo de Zuazo cavaller de l'Orde de Santiago, comanador de Carrizosa, canonge i degà de la Catedral de Segòvia. Francisco fou nomenat Inquisidor del Principat de Catalunya. Es presentà per a l'Arquebisbat de Messina al Regne de Sicília, però volent restar a Espanya, obtingué el bisbat de Girona, del que prengué possessió el 31 de maig de 1598. Concedí llicència per a la fundació del Convent de Sant Francesc de Paula d'Hostalric dotant-lo amb una almoina de tres mil rals, el 13 de novembre de 1606. Feu imprimir les Constitutiones Synodales juntament amb l'episcopologi que manà redactar al reverend Francisco Diago de l'orde dominic. Morí a la ciutat de Girona de resultes d'una caiguda succeïda en una visita pastoral a Arenys de Mar. Fou enterrat a la Catedral de Girona.